# Награды Томска
Награды города Томска — награды используемые (наряду с региональными наградами Томской области) для награждения жителей областного центра — города Томска.
Учреждены администрацией города Томска согласно Постановлению Администрации города Томска от 14 января 2015 года № 15 «О наградах Мэра Города Томска», Постановлению Администрации города Томска от 12 сентября 2016 года № 960 «О наградах», других законодательных актов.
Награды города Томска включают:
- почётные звания;
- почётные знаки;
- медали;
- почётные грамоты и благодарности.

Городские награды являются формой поощрения граждан и организаций за заслуги в экономике, совершенствование системы городского самоуправления, жилищно-коммунального хозяйства, науке, культуре, спорте, искусстве, государственной службе и иные заслуги перед городом Томском.

## Перечень наград
| Изображение награды                                   | Наименование награды                                                                    | Дата учреждения       | Правила награждения | Источник |
|                                                       | Звание «Почётный гражданин города Томска» --- (Знак «Почётный гражданин города Томска») | 28 октября 2003 года  | Звание «Почётный гражданин города Томска» присваивается гражданам Российской Федерации и других государств за особые заслуги в области общественной и государственной деятельности, развития науки, культуры, образования, здравоохранения, производства, благотворительной деятельности, защите прав человека, укреплению мира и за иные заслуги, способствующие всестороннему развитию города Томска и Российской Федерации, росту благосостояния населения, укреплению этических и духовных норм, повышению известности и авторитета города Томска в Российской Федерации и за рубежом. Звание «Почётный гражданин города Томска» является высшим знаком признания заслуг гражданина перед городом и его жителями. Звание может присваиваться ежегодно один раз в год не более чем одному гражданину в канун Дня города. Почётному гражданину города Томска предоставляются определённые права и льготы. | Решение Томской Городской Думы от 28 октября 2003 года № 487 "О Положении «О звании „Почётный гражданин города Томска“»                                                                         |
|                                                       | Почётный знак «За заслуги перед городом Томском»                                        | 19 августа 2008 года  | Почётный знак «За заслуги перед городом Томском» является почётной наградой города Томска — формой поощрения в городе Томске граждан, личная деятельность которых оказала значительное положительное влияние на развитие и процветание города, благосостояние его жителей, способствовала повышению престижа и авторитета города Томска в Российской Федерации и за рубежом. Знаком награждаются граждане Российской Федерации, лица без гражданства, иностранные граждане за: - большой личный вклад в развитие местного самоуправления в городе Томске, обеспечение благополучия и стабильности городского сообщества, экономическое, социальное и духовное развитие города Томска, в укрепление законности и обеспечение правопорядка, развитие науки, образования, здравоохранения, культуры, искусства, спорта и других общественно значимых сфер; - благотворительную деятельность и иную деятельность, способствующую всестороннему развитию города Томска и повышению благосостояния его жителей; - осуществление конкретных и особо значимых для города Томска дел; - совершение мужественного поступка во благо города Томска; - иные заслуги перед городом Томском и его жителями. Поощрение Знаком не связывается с фактом рождения удостоенных лиц в городе Томске или проживания на его территории. Повторное поощрение Знаком одного и того же лица не допускается. Ежегодно Знаком награждается не более 12 человек. Награждённому Знаком вручается: - единовременное денежное вознаграждение в сумме 12000 рублей; - соответствующее удостоверение к Знаку. | Решение Думы Города Томска от 19 августа 2008 года № 941 «О почётном знаке „За заслуги перед городом Томском“»                                                                                  |
|                                                       | Почётный знак «Гордость Томска»                                                         | 14 января 2015 года   | Почётный знак «Гордость Томска» является высшей наградой Мэра Города Томска. Почётным знаком «Гордость Томска» награждаются граждане, способствующие процветанию и славе города, за повышение авторитета города, особо плодотворной деятельности по сближению и взаимообогащению культур народов, укреплению мира и дружественных отношений между городом и другими регионами Российской Федерации, иностранными государствами, за выдающиеся заслуги в области государственной, экономической, хозяйственной и научной деятельности, трудовые и иные достижения, самоотверженность, мужество и отвагу, проявленные при исполнении воинского, гражданского или служебного долга в условиях, сопряжённых с риском для жизни при условии наличия наград муниципального образования «Город Томск» (Почётной грамоты муниципального образования «Город Томск», Почётного знака «За заслуги перед Городом Томском»), Почётного звания «Почётный гражданин Города Томска» либо Почётной грамоты Мэра Города Томска. В исключительных случаях (за совершение подвига, проявленные мужество, смелость и отвагу, выдающиеся достижения и заслуги перед городом, получившие широкую известность и общественное признание) Мэр Города Томска принимает решение о награждении лица Почётным знаком, ранее не награждённого наградами муниципального образования «Город Томск» и не имеющего Почётного звания муниципального образования «Город Томск», Почётной грамоты Мэра Города Томска. Ежегодно Почётным знаком награждается не более 10 человек. | Постановление Администрации города Томска от 14 января 2015 года № 15 «О наградах Мэра Города Томска»                                                                                           |
|                                                       | Знак «За вклад в развитие города»                                                       | 14 января 2015 года   | Знак «За вклад в развитие города» является формой поощрения граждан Российской Федерации, индивидуальных предпринимателей, иностранных граждан и лиц без гражданства, являющихся работниками юридических лиц независимо от организационно-правовой формы и формы собственности, расположенных как на территории города, так и за её пределами. Знаком награждаются граждане, проработавшие в организации не менее 5 лет. Знак является знаком особого отличия и формой поощрения граждан за активное участие в общественной жизни города, обогащение духовной жизни, утверждение общечеловеческих ценностей и идей гуманизма, за достойный вклад в экономику и развитие промышленности, образование и науку, медицину, строительство и коммунальное хозяйство, культуру и искусство, спорт и физическую культуру, за активную спонсорскую помощь, предпринимательство, охрану жизни и правопорядка, в издательскую деятельность и за ответственную гражданскую позицию в средствах массовой информации. Поощрение Знаком производится на основе следующих принципов: - поощрения граждан исключительно за личные заслуги и достижения; - единства требований и равенства условий поощрения Знаком для всех кандидатов; - запрета какой-либо дискриминации в зависимости от пола, расы, национальности, языка, происхождения, имущественного и социального положения, образования, отношения к религии, убеждений, принадлежности к общественным объединениям, иных обстоятельств; - гласности. | Постановление Администрации города Томска от 14 января 2015 года № 15 «О наградах Мэра Города Томска» ---                                                                                       |
|                                                       | Медаль «За отличие»                                                                     | 12 сентября 2016 года | Медаль «За отличие» является формой поощрения граждан Российской Федерации, в том числе иностранных граждан и лиц без гражданства, являющихся работниками юридических лиц независимо от организационно-правовой формы и формы собственности, расположенных как на территории муниципального образования «Город Томск», так и за её пределами, а также индивидуальных предпринимателей. Медалью «За отличие» награждаются граждане: - за высокое профессиональное мастерство и многолетний добросовестный труд; - за успешную работу в области экономики, науки, культуры, искусства, образования, здравоохранения, торговли, общественного питания, жилищно-коммунального хозяйства, бытового обслуживания населения, а также в других областях трудовой деятельности; - за личный вклад в укрепление законности, правопорядка и общественной безопасности, самоотверженность, мужество и отвагу, проявленные при спасении людей во время чрезвычайных ситуациях (стихийных бедствиях, авариях, катастрофах и других чрезвычайных ситуациях), а также за действия, проявленные при исполнении гражданского или служебного долга в условиях, сопряженными с риском для жизни, а также в области гражданской обороны, охраны окружающей среды и других областях трудовой деятельности; - за укрепление межнационального мира, согласия, дружбы и сотрудничества между народами; - в связи с профессиональными праздниками, памятными и юбилейными датами. При этом юбилейными датами для граждан считаются 50, 55 (для женщин), 60,70, 75 и далее каждые 5 лет со дня рождения. Медаль вручается физическим лицам, имеющим непрерывный трудовой стаж не менее 15 лет, в том числе по последнему месту работы не менее 5 лет.                                                                 | Постановление Администрации города Томска от 12 сентября 2016 года № 960 «О наградах» |
|                                                       | Почётная грамота и Благодарность Мэра Города Томска                                     | 14 января 2015 года   | Почётная грамота и Благодарность Мэра Города Томска являются видом наград и формой морального стимулирования труда за высокие достижения в решении задач социально-экономического, общественно-политического и культурного развития города Томска, осуществление мер по обеспечению законности, прав и свобод граждан, большой вклад в укрепление государственной безопасности, правопорядка, а также за выполнение особо важных и сложных заданий на муниципальной службе, государственной гражданской службе, за образцовое выполнение должностных обязанностей и безупречную эффективную работу в органах государственной власти Российской Федерации, Томской области, органах местного самоуправления. Почётной грамотой награждаются граждане Российской Федерации, как правило, имеющие непрерывный трудовой стаж не менее 5 лет, в том числе по последнему месту работы не менее 3 лет, и при наличии не менее двух поощрений органов государственной власти Российской Федерации, Томской области, органов местного самоуправления, органов местной администрации или организаций независимо от организационно-правовой формы и формы собственности, расположенных на территории муниципального образования «Город Томск», в которых работает кандидат на награждение. Почётной грамотой могут награждаться иностранные граждане и лица без гражданства за особый вклад в социально-экономическое развитие города Томска, соответствующие перечисленным критериям. Благодарностью Мэра Города Томска награждаются граждане Российской Федерации, имеющие непрерывный трудовой стаж не менее 5 лет, в том числе по последнему месту работы не менее 3 лет. Благодарностью могут награждаться иностранные граждане и лица без гражданства за особый вклад в развитие города Томска. | Постановление Администрации города Томска от 14 января 2015 года № 15 «О наградах Мэра Города Томска» --- Постановление Администрации города Томска от 12 сентября 2016 года № 960 «О наградах» |
| Медаль I степени Медаль II степени Медаль III степени | Медаль «Меценат Года» I, II и III степени                                               | 14 января 2015 года   | Медаль «Меценат Года» является формой поощрения граждан Российской Федерации, индивидуальных предпринимателей, юридических лиц независимо от организационно-правовой формы и формы собственности в лице их руководителей, а также иностранных граждан и лиц без гражданства, чьи благотворительные инициативы, благотворительная и меценатская деятельность, направленные на поддержку культуры, образования, здравоохранения, спорта, духовной сферы, на защиту материнства и детства, заботу об инвалидах и ветеранах, имеют общественно-социальную значимость в масштабах города. Медаль вручается Мэром Города Томска или по его поручению иным должностным лицом от его имени. Положение о Медали устанавливает порядок награждения Медалью и принято в целях распространения и развития благотворительной деятельности, направленной на решение социально значимых проблем города, поддержку социально незащищенных категорий населения, совершенствования форм благотворительной деятельности. Медаль имеет три степени — I, II, III. Медалью каждой степени награждаются ежегодно не более 5 кандидатов. Повторное награждение одного и того же лица Медалью одной степени не допускается. | Постановление Администрации города Томска от 14 января 2015 года № 15 «О наградах Мэра Города Томска»                                                                                           |
|                                                       | Медаль «Меценат города Томска»                                                          | 12 сентября 2016 года | Медаль «Меценат города Томска» является формой поощрения физических лиц (граждан Российской Федерации, индивидуальных предпринимателей, а также иностранных граждан и лиц без гражданства), юридических лиц независимо от организационно-правовой формы и формы собственности в лице их руководителей, чьи благотворительные инициативы, благотворительная и меценатская деятельность, внесли наибольший вклад в поддержку культуры, образования, здравоохранения, спорта, духовной сферы, на защиту материнства и детства, заботу об инвалидах и ветеранах, имеют общественно-социальную значимость в масштабах городского округа. Лицам, награжденным Медалью, вручаются: медаль, фрачный знак, сертификат к медали. Медаль, фрачный знак и сертификат вручаются лично физическому лицу или руководителю награждаемого юридического лица. | Постановление Администрации города Томска от 12 сентября 2016 года № 960 «О наградах» --- |